# تری‌اورانیوم اکتوکسید
تری‌اورانیوم اکتوکسید (به انگلیسی: Triuranium octoxide) با فرمول شیمیایی U۳O۸ یک ترکیب شیمیایی است. که جرم مولی آن ۸۴۲٫۱ g/mol می‌باشد.
تری اورانیوم اکتوکسید به اورانیوم هگزا فلورید با هدف غنی سازی اورانیوم تبدیل می شود.